# Mitsuboshi colors
Mitsuboshi colors (三ツ星カラーズ?, Mitsuboshi karāzu, lett. "Le tre stelle Colors") è un manga scritto e disegnato da Katsuwo, serializzato sul Monthly Comic Dengeki Daioh di ASCII Media Works dal 2014. Un adattamento anime, prodotto da Silver Link, inizierà la trasmissione televisiva in Giappone a gennaio 2018.

## Trama
La serie segue tre ragazze, Yui, Sacchan, e Kotoha, che insieme formano un'organizzazione conosciuta come "Colors". Insieme svolgono varie azioni e commissioni per proteggere la pace nella loro città.

## Personaggi
Yui (結衣?)
Doppiata da: Yūki Takada
Anche chiamata "Leader", spesso piange ma quando le viene detto che non ha amici o non sembra una leader si accende
Sacchan (さっちゃん?)
Doppiata da: Marika Kōno
Sacchan si ripete di continuo che è super carina; un'altra delle sue frasi preferite e "unko"
Kotoha (琴葉?)
Doppiata da: Natsumi Hioka
Gioca quasi sempre ai videogame. Anche se scarsa, solitamente è lei a risolvere i casi
Saitou (斎藤?)
Il poliziotto (loro nemico)
Oyaji (親父?)
In quasi tutte le puntate è lui a creare per le colors i casi. Oltre a ciò nel suo negozio vende roba troppo future style

## Media

### Manga
Il manga, scritto e disegnato da Katsuwo, ha iniziato la serializzazione sulla rivista Monthly Comic Dengeki Daioh di ASCII Media Works nel 2014. Il primo volume tankōbon è stato pubblicato il 27 aprile 2015 e al 27 luglio 2017 ne sono stati messi in vendita in tutto quattro.

### Anime
Annunciato il 12 marzo 2017 all'evento Dengeki Comic Festival 2017, un adattamento anime, prodotto da Silver Link e diretto da Tomoyuki Kawamura, inizierà la messa in onda a gennaio 2018. La composizione della serie è stata affidata a Shogo Yasukawa, mentre il character design è stato sviluppato da Takumi Yokota.

#### Episodi
| Nº | Titolo italiano Giapponese 「Kanji」 - Rōmaji                                              | In onda          | In onda |
| Nº | Titolo italiano Giapponese 「Kanji」 - Rōmaji                                              | Giapponese       |         |
| 1  | Colors 「カラーズ」 - Karazu                                                               | 7 gennaio 2018   |         |
| 2  | Nascondino 「かくれんぼ」 - Kakurenbo                                                      | 14 gennaio 2018  |         |
| 3  | Chu-chu-cabrilla 「チュカブル」 - Chukaburu                                                | 21 gennaio 2018  |         |
| 4  | Festa d’Estate 「夏祭り」 - Natsumatsuri                                                   | 28 gennaio 2018  |         |
| 5  | Zoo 「どうぶつえん」 - Dōbutsuen                                                           | 4 febbraio 2018  |         |
| 6  | Riunione per l’Identificazione dei Punti Deboli 「弱点さがし会ぎ」 - Jakuten Sagashi Kaigi | 11 febbraio 2018 |         |
| 7  | Dolcetto o Scherzetto 「トリック・オア・トリート」 - Torikku oa Torīto                     | 18 febbraio 2018 |         |
| 8  | Museo 「はくぶつかん」 - Hakubutsukan                                                      | 25 febbraio 2018 |         |
| 9  | Sacchan da Una Moneta 「ワンコインさっちゃん」 - Wan Koin Satchan                          | 4 marzo 2018     |         |
| 10 | Troppa neve 「雪すぎる」 - Yuki Sugiru                                                     | 11 marzo 2018    |         |
| 11 | Iper Nascondino 「ハイパーかくれんぼ」 - Haipā Kakurenbo                                   | 18 marzo 2018    |         |
| 12 | Colors, la Città e le Persone 「カラーズと街とひとびと」 - Karāzu to Machi to Hitobito     | 25 marzo 2018    |         |